# Lac Pickwick
Le lac Pickwick est un lac de barrage situé sur la vallée du Tennessee aux États-Unis. Il a été créé par  la Tennessee Valley Authority entre 1935 et 1938 avec la construction du Pickwick Landing Dam (en).
Le lac artificiel s'étend à la fois sur les États du Tennessee, du Mississippi et de l'Alabama.